# 多伊尔灵
多伊尔灵是德国巴伐利亚州的一个市镇。总面积7.12平方公里，总人口2079人，其中男性1043人，女性1036人（2011年12月31日），人口密度292人/平方公里。